# Refresco
Refresco Group BV è una multinazionale olandese attiva nel settore delle bevande fondata nel 2000 a Rotterdam. Nel mercato italiano è titolare dei marchi Acqua Recoaro, Spumador, Beltè e Aloe Vera.

## Storia
Le origini di Refresco partono nel 1999, quando con la fusione tra la società olandese Menken Drinks B.V. e la società spagnola Refresco de Sur Europa S.A., cedute in un'operazione di management buy out dalla società casearia dei Paesi Bassi Campina Melkunie, viene fondata la compagnia delle bevande alcoliche Menken Beverages. L'anno successivo, dopo aver rilevato la società tedesca Krings Fruchtsaft, Menken Beverages si trasforma in Refresco Holding. La produzione era concentrata sul territorio europeo, con siti nei Paesi Bassi, Germania e Spagna. Nel 2002 furono rilevate la società tedesca Hardthof Fruchtsaft e la francese Délifruits. Nel 2003 il fondo di private equity britannico 3i rileva il controllo di Refresco Holding; nello stesso anno attraverso l'acquisizione della società spagnola Interfruit Vital Refresco entra nel mercato iberico dei succhi di frutta. Nel 2004 viene rilevata in Finlandia il produttore di succhi frutta Vip-Juicemaker Oy, permettendo a Refresco l'ingresso nei mercati scandinavi. Nel 2007 vengono rilevate l'azienda polacca Kentpo e la società del Regno Unito Histogram e le attività in Francia e Benelux della società Sun Beverage Company, consentendo a Refresco l'ingresso nel mercato delle acque minerali e il rafforzamento nel mercato dei succhi di frutta tramite il brand Nuits St George. Nel 2010 viene rilevata la società tedesca Soft Drinks International (SDI); nel 2011 Refresco entra per la prima volta nel mercato italiano rilevando l'azienda produttrice di acque minerali e spumanti Spumador. Nel 2012 viene rilevata in Polonia la compagnia Taja. Nel 2013 Refresco effettua la fusione con la società produttrice di bevande del Regno Unito Gerber Emig: la nuova compagnia viene ribattezzata Refresco Gerber, della quale Refresco possiede il 70% del capitale e Gerber Emig il restante 30% delle quote. Dal merger nasce un gruppo operante sui mercati di dieci Paesi europei, con un fatturato all'epoca di oltre due miliardi di €. Nel 2015 la compagnia viene quotata nel circuito Euronext di Amsterdam. Nel 2016 la società cambia denominazione in Refresco Group; nello stesso anno la compagnia rileva la società Dranken Industrie Sittard (DIS), il sito produttivo di PepsiCo di Amburgo, la società nordamericana Whitlock Packaging e in Italia tramite la controllata Spumador la Recoaro dalla Sanpellegrino (gruppo Nestlé): dall'acquisizione italiana sono esclusi i brand Acqua Brillante e Gingerino, che rimangono di proprietà di Nestlé-Sanpellegrino. Nel 2017 vengono rilevate per $1.25 miliardi (€ 1,1 miliardi) le attività del ramo imbottigliamento della compagnia canadese-americana Cott Corp., focalizzate su marchi di rivenditori e produzione per conto terzi, con la relativa proprietà di ventinove siti di produzione situati tra nordamerica e Regno Unito; il deal avrà il via libera delle autorità antitrust l'anno successivo. Sempre nel 2018, la società è oggetto di un takeover da parte di Sunshine Investments BV, joint venture formata dalle società finanziarie PAI Partners, Cubalibre Holdings Inc., e British Columbia Investment Management: le azioni della compagnia vengono interamente rilevate dal consorzio che a seguito dell'operazione effettua il delisting dall'Euronext di Amsterdam, e viene conseguentemente trasformata da public company (NV nel diritto olandese) a Limited (BV).

## Situazione attuale
All'inizio del 2019 Cott ha ceduto a Refresco per $50 milioni le rimanenti attività nel settore bevande ancora in suo possesso. Nell'operazione Refresco gira la divisione RCI International, che detiene la proprietà del brand R.C. Cola al di fuori dei mercati del Nord America, alla RC Global Beverages Inc., finanziaria con sede a Tortola (Isole Vergini britanniche) creata per gestire il business del ramo Royal Crown Cola. A dicembre del 2019 viene rilevato da Nestlé-Sanpellegrino il marchio Beltè, terza acquisizione sul mercato italiano dopo Spumador e Recoaro. Nel 2019 il Gruppo, che impiega circa 9500 dipendenti, ha riportato nell'esercizio dello stesso anno un fatturato di € 3,897 miliardi con utili pari a € 1,731 miliardi. Nel 2021 viene acquisita in Germania la HANSA -Heemann, società attiva nella produzione di acqua minerale e di bevande alcoliche. Nello stesso anno rileva 3 stabilimenti produttivi negli Stati Uniti da Coca Cola Company. Nel 2022 si estende in Australia acquisendo 3 stabilimenti. Nel 2023 il gruppo Refresco viene acquistato dal fondo americano KKR, riportando un fatturato di quasi 6 miliardi di euro, 76 stabilimenti produttivi, impiegando circa 15000 dipendenti.